# Klaus Kinkel

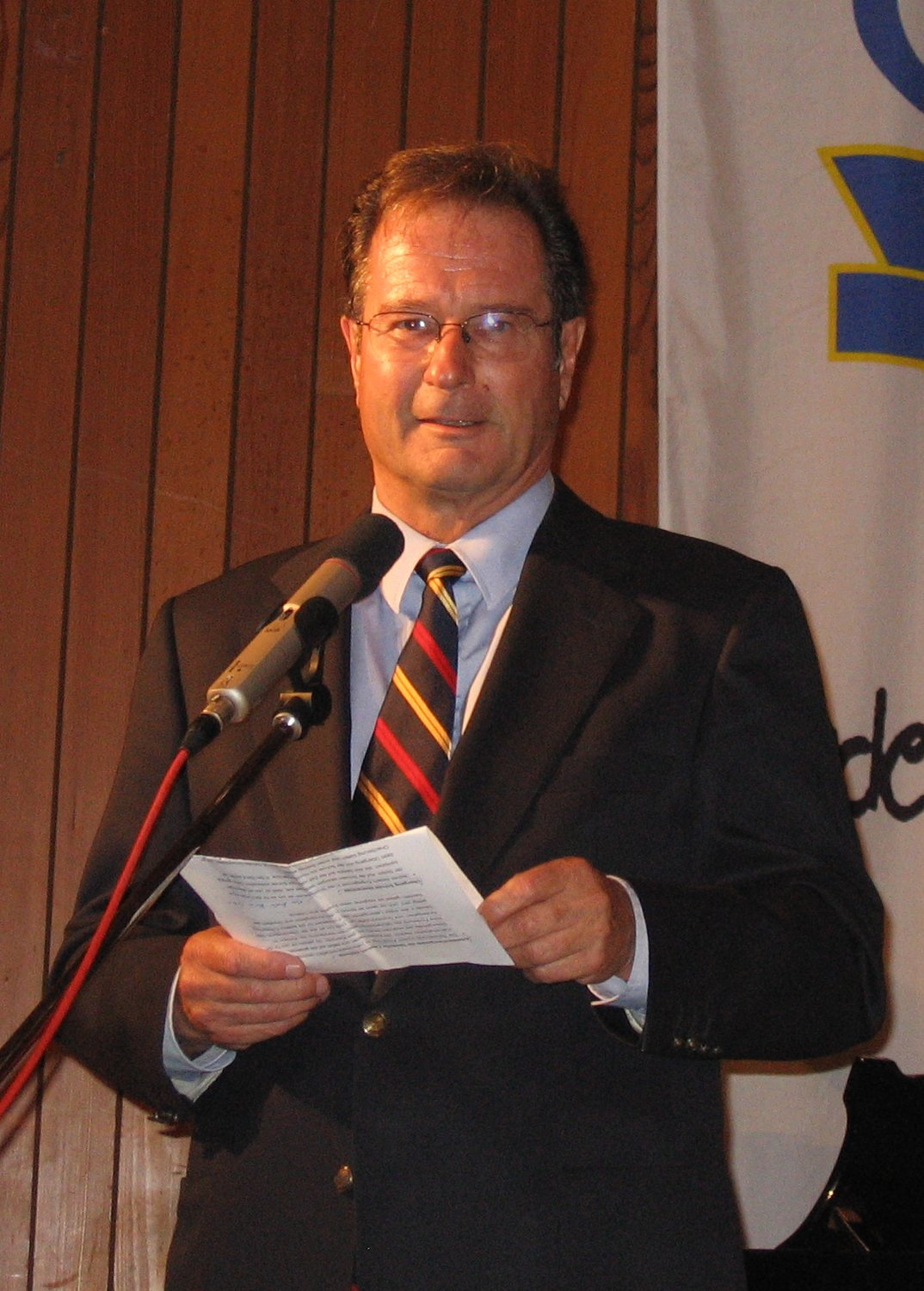
Klaus Kinkel

Klaus Kinkel (Metzingen (Baden-Württemberg), 17 december 1936 - Sankt Augustin (Noordrijn-Westfalen), 4 maart 2019) was een Duits politicus, behorend tot de Freie Demokratische Partei (FDP).
Kinkel was bondsminister voor Justitie van 1991 tot 1992, daarna tot 1998 bondsminister van buitenlandse zaken en vicekanselier. Van 1993 tot 1995 was hij tevens voorzitter van de FDP.

## Opleiding, beroep en familie
Klaus Kinkel groeit op in Hechingen (Baden-Württemberg).
Daar voltooit hij zijn middelbare opleiding in 1956 aan het lokale Staatsgymnasium.
Daarna volgt hij universitaire opleidingen in rechten aan de universiteiten van Tübingen, Bonn en Keulen, die hij met het 2e Jura-Staatsexamen in 1964 afrondt.
Tijdens zijn studentenjaren wordt hij lid van de vooraanstaande katholieke studentenvereniging A.V. Guestfalia Tübingen in het CV. In 1965 verkrijgt hij de doctortitel (Dr. jur.) met zijn thesis "Die Lehre von Popitz für die Gestaltung des gemeindlichen Finanzausgleichs".
Na zijn studies begint zijn loopbaan als ambtenaar in de Baden-württembergse regering.
In 1968 wisselt hij naar het bondsministerie van binnenlandse zaken.
Hier is hij van 1970 tot 1974 persoonlijke secretaris van de minister Hans-Dietrich Genscher, ten slotte leider van het ministerieel bureau.
Toen Genscher in 1974 het ministerie van buitenlandse zaken overneemt volgt Kinkel, en wordt hier hoofd van de 'Leitungsstab' en in 1979 hoofd van de 'Planungsstab'.
Klaus Kinkel was katholiek, gehuwd en heeft drie kinderen.

## Partij
In 1991 werd Kinkel lid van de FDP.
Van juni 1993 tot juni 1995 was hij bondsvoorzitter van de partij.
Onder zijn voorzitterschap vonden 14 bonds- en regionale verkiezingen plaats, waarbij de FDP bittere verliezen leed:
bij twaalf landdag-verkiezingen kwam de FDP niet over de kiesdrempel, en was dus niet in de parlementen vertegenwoordigd.
Na afloop van zijn voorzittersmandaat stelde Kinkel zich niet meer herverkiesbaar..

## In de bondsdag
Van 1994 tot 2002 was hij afgevaardigde in de bondsdag, van 1998 tot 2002 tevens vicevoorzitter van de FDP-fractie.

## Mandaten en functies
Van 1979 tot 1982 was hij voorzitter van de Bundesnachrichtendienst (nationale inlichtingendienst).
In oktober 1982 werd hij als staatssecretaris in het ministerie van justitie benoemd.
Na de bondsdagverkiezingen van 1990 werd hij op 18 januari 1991 als bondsminister van justitie in de door kanselier Helmut Kohl geleide regering beëdigd.
Wanneer Hans-Dietrich Genscher op 18 mei 1992 terugtrad als minister van buitenlands zaken nam Kinkel deze functie over.
Nadat Jürgen Möllemann als vicekanselier ontslag moest nemen, werd hij op 21 januari 1993 vicekanselier.
Na de voor de CDU/FDP verloren verkiezingen van 1998 verdween Kinkel op 26 oktober 1998 uit de nationale regering, en werd opgevolgd door Joschka Fischer van de Bündnis 90/Die Grünen.
Sinds 1998 oefende Klaus Kinkel het beroep van advocaat uit, en had hij onder meer de Deutsche Telekom als opdrachtgever.
- Bibliothèque nationale de France: cb123292394 (data)
- Catàleg d'autoritats de noms i títols de Catalunya: 981058519616406706
- Gemeinsame Normdatei: 119320762
- International Standard Name Identifier: 0000 0001 1706 7031
- Library of Congress Control Number: n94098804
- Nationale Bibliotheek van Israël: 987007424955905171
- Nationale Bibliotheek van Polen: a0000003068768
- Nederlandse Thesaurus van Auteursnamen: 115154876
- Système universitaire de documentation: 032219202
- Virtual International Authority File: 161622630
- WorldCat: E39PBJfcJjpf8gXRRD4r3qyfMP